# 中央大街駅 (ハルビン市)
中央大街駅（ちゅうおうだいがいえき、中国語: 中央大街站）は、中華人民共和国黒龍江省ハルビン市道裏区にある駅。

## 利用可能な鉄道路線
- ハルビン地下鉄
  - 2号線

## 歴史
- 2021年9月19日 開業[1]。

## 駅周辺
- 中央大街